# 군정국경지대

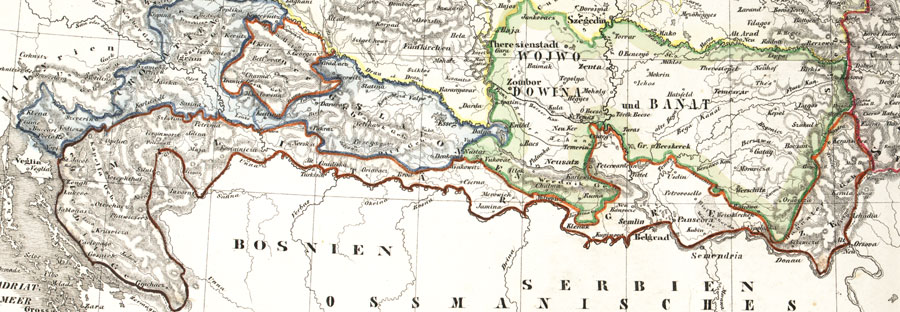
군정국경지대

군정국경지대(독일어: Militärgrenze)는 합스부르크 군주국 남부 국경 지대에 설치되었던 육군 상설 지대이다.
1553년 신성 로마 제국의 페르디난트 1세가 오스만 제국의 침공에 방어하기 위한 차원에서 크로아티아 군정국경지대, 슬라보니아 군정국경지대를 설치했다. 처음에는 크로아티아 의회와 총독이 관할하는 구역이었지만 1627년에 합스부르크군 직할령이 되었다.
17세기에는 서쪽으로는 중앙크로아티아, 동쪽으로는 트란실바니아 동부까지 뻗어 있었으며 현재의 크로아티아, 세르비아, 루마니아, 헝가리에 걸쳐 있었다. 오스트리아 제국, 오스트리아-헝가리 제국 시대에도 이 지대는 계속 남아 있었지만 1869년부터 1873년까지 이 곳을 비무장 지대로 전환하는 작업이 진행되었다. 1881년 크로아티아-슬라보니아 왕국에 양도되면서 소멸되었다.

## 같이 보기
- 변경
- 완충 지대